# Paweł Romanow (1860–1919)
Paweł Aleksandrowicz Romanow (ros. Павел Александрович Романов, ur. 21 września?/3 października 1860 w Carskim Siole, zm. prawdopodobnie 29 stycznia 1919 w Piotrogrodzie) – rosyjski wielki książę, syn cara Aleksandra II.

## Życiorys
Już w momencie narodzin otrzymał stopień podoficerski armii rosyjskiej, a w wieku 13 lat, 11 stycznia 1874, został podporucznikiem. 30 sierpnia 1876 awansowano go na porucznika i w tej randze w latach 1877–1878 uczestniczył w wojnie z Turcją w Bułgarii, latem 1879 dowodził plutonem szkolnego batalionu piechoty, we wrześniu 1879 został sztabs-rotmistrzem, w 1880 Flügeladjutantem, a w 1882 rotmistrzem. W latach 1887–1888 dowodził szwadronem, w 1888 otrzymał stopień pułkownika, 1890–1896 dowodził pułkiem konnym, w 1893 otrzymał stopień generała majora, 1896–1898 był dowódcą 1 Dywizji Kawalerii Gwardii, w 1898 awansował na generała porucznika. W latach 1898–1902 dowodził Korpusem Gwardii, w 1913 został generałem kawalerii, 29 czerwca 1915 wyznaczono go szefem lejb-gwardyjskiego pułku grodzieńskiego, a 27 maja 1916 dowódcą 1 Korpusu Gwardii, uczestniczył w I wojnie światowej, m.in. w walkach nad Stochodem w lipcu 1916. We wrześniu 1916 został inspektorem wojsk gwardii, po rewolucji lutowej zwolniono go ze służby. Mieszkał w Carskim Siole.
Był żonaty z Aleksandrą, córką króla Grecji Jerzego I, a po jej przedwczesnej śmierci z Olgą Paley. Z pierwszego małżeństwa miał syna Dymitra Pawłowicza i córkę Marię Pawłownę. Z drugiego zaś syna Władimira i dwie córki: Irinę i Natalię.
W sierpniu 1918 został aresztowany przez bolszewików i osadzony w twierdzy Pietropawłowskiej, gdzie w styczniu 1919 wraz z innymi książętami został zamordowany.

## Odznaczenia
- Order Świętego Andrzeja Apostoła Pierwszego Powołania (1860)
- Order Świętego Aleksandra Newskiego (1860)
- Order Świętej Anny I klasy (1860)
- Order Orła Białego (1860)
- Order Świętego Stanisława I klasy (1865)
- Order Świętego Jerzego IV klasy (1916)
- Order Świętego Włodzimierza II klasy (1896)
- Order Świętego Włodzimierza III klasy (1894)
- Order Świętego Włodzimierza IV klasy (1887)
- Krzyż Żelazny (Królestwo Rumunii, 1878)
- Order Świętego Huberta (Królestwo Bawarii)
- Order Annuncjaty (Królestwo Włoch)
- Order Królewski Serafinów (Szwecja)

I inne.